# DonbassAero
DonbassAero – nieistniejące ukraińskie linie lotnicze z siedzibą w Doniecku. Obsługiwała połączenia krajowe, do Europy Wschodniej oraz na Bliski Wschód. Głównym węzłem był Port lotniczy Donieck.
Firma zbankrutowała w 2013 roku.